# 카그라스 증후군
카그라스 증후군(Capgras syndrome, Capgras delusion)은 망상적 동일시(Delusional misidentification syndrome)의 하나로써 자신의 친구나 배우자 또는 주변인들이 완전히 똑같은 모습으로 분장한 전혀 다른 사람으로 바꿔치기 되었다고 믿는 증상이다. 자신이 겪은 사건에 대한 기억이 왜곡되었거나 전혀 다른 것으로 대체되었다고 믿는 경우도 보고된 바 있으며 심지어 과거의 자기 자신조차 자신과 닮은 다른 누군가로 인식하는 경우도 있다.
카그라스 증후군은 뇌손상이나 치매등에서 유발되는 경우도 있으나 조현증(정신분열증) 환자들에게서 가장 빈번하게 발생한다. 당뇨병이나 갑상선 기능 저하증 환자들에게 발생하는 경우도 있으며 단일 사례이긴 하지만 건강한 사람이 케타민주사를 맞고 일시적으로 발병한 경우도 있다. 여성과 남성의 발병비율은 대략 3:2 정도다.

## 역사
카그라스 증후군이라는 이름은 이 증상을 1923년 르블-라쇼(Reboul-Lachaux)와의 공동 논문인 꼭 닮은 것에 대한 환상(l'illusion des sosies)에서 처음으로 언급한 프랑스인 정신과의사 조셉 카그라스(Joseph Capgras)의 이름에서 따온것이다. 이 논문에서 카그라스는 자신의 남편과 주변사람들이 꼭 닮은 누군가와 바꿔치기되었다고 호소하던 한 노파를 예로들어 증상에 대하여 설명한다.

## 사례
워녹(Warnock)과 패서(Passer)는 1991년의 논문에서 자신들이 담당했던 환자에 대해서 다음과 같이 설명하였다.
"74세의 기혼여성인 D 여사는 다른 병원에서 정신과 치료를 받다가 퇴원한 후 재진을 위해 우리 병원을 방문하였다. 처음에 방문한 병원에서 그녀는 자신의 남편이 똑같이 생긴 전혀 다른 타인으로 바꿔치기되었다고 믿는 비정상적인 정신병으로 진단받은 바 있었다. 그녀는 그 사기꾼과 동침하기를 거부하고 밤에는 문을 걸어잠궜고, 아들에게 총기를 구해달라고 부탁하였으며 얼마 후에는 그녀를 강제적으로 입원시키려는 경찰과 마찰을 일으키기도 했다. 때때로 환자는 남편을 오래전에 사망한 그녀의 아버지라 믿기도 하였다. 그녀는 다른 가족은 명확하게 구별하였으나 유독 남편만은 알아보지 못하였다." 

스킨맨(Skinman)이 2008년에 보고한 논문에서의 또다른 사례는 아래와 같다.
"28살의 다이앤(Diane)은 23살에 처음으로 증상이 나타났는데 그녀를 담당했던 의사에 따르면 처음 그녀는 담당의가 그녀의 장기에 항구적인 손상을 입혀 그녀가 임신이 불가능하게 되었다는 망상에 사로잡혀 있었다. 이러한 증상은 신경이완제를 통한 치료를 통해 차도를 보였으나 퇴원 이후 그녀가 치료를 거부하면서 악화되었다. 8개월후 그녀가 재입원한 시점에서 증상은 더욱 악화되어 다이앤은 누군가가 자신과 자신이 아는 사람들을 똑같이 닮은 복제(그녀의 이것을 screen이라고 불렀다)를 만들었는데 자신은 착한 면(good one)과 나쁜 면(evil one)의 두개의 복제가 있다고 믿고 있었다. 그녀는 카그라스 증후군을 동반한 정신분열증을 진단받았다" 

루첼리(Lucchelli)와 스핀러(Spinnler)의 2007년 논문은 신경퇴행성 질환이 카그라스 증후군을 유발한 경우를 보여준다.
"59세의 프레드는 인지행동장애(Cognitive and behavioural disturbances)를 진단받았던 상태였다. 그가 처음으로 카그라스 증후군 증세를 보이기 시작한것은 그로부터 약 15개월 이후였는데 그의 부인인 윌마(Wilma)에 따르면 갑자기 그녀를 자신의 부인을 꼭 닮은 다른 누군가(Double)로 인식하였다고 한다. 어느날 직장에서 돌아온 프레드는 그녀에게 자신의 부인이 어디에 있냐고 물었는데 이상한 질문에 당황한 윌마가 지금 당신 앞에 있다고 말하자 프레드는 단호하게 그녀가 자신의 아내와 매우 닮았지만 전혀 다른 사람이라고 말하며 아내가 아무래도 잠시 밖에 외출한 모양이라고 말하고는 그녀에게 자신의 집에서 나가달라고 부탁했다는 것이다.

## 원인
카그라스 증후군의 원인은 뇌손상을 입은 이후 안면실인증으로까지 번진 환자들에 대한 연구에서 그 실마리를 찾을 수 있다. 위의 환자들은 다른 시각적 물체들에 대한 지각능력은 손상되지 않았으나 유독 안면에 대한 의식적 인지능력만은 손상된 상태였는데 1984년에 바우어는 이러한 환자들도 익숙한 안면들에 대해서는 무의식적인 인지가 발생하는 것을 확인하였으며 이에 따라 안면 인지능력은 의식적인 경우와 무의식적인 경우의 두가지의 경로가 있음이 밝혀졌다.
이에 근거하여 헤딘 엘리스( Hadyn Ellis)와 앤디 영(Andy Young)는 1990년에 영국 정신과학저널(British Journal of Psychiatry)에 한가지 가설을 발표하였는데 그들에 따르면 카그라스 증후군 환자들은 의식적인 안면 인식능력은 완전하나 익숙한 얼굴들에 대한 감정적인 반응을 주관하는 감각신경 회로가 손상되었고 이로 인해 환자들은 개개인의 얼굴은 인식하나 인지된 안면들이 불러일으키는 감각적인 경험은 제대로 유발되지 않을 수 있다는 것이다.
이들의 가설은 1997년 하딘과 그의 동료들이 정신분열병 진단을 받은 다섯명의 카그라스 증후군 환자를 대상으로 한 논문을 통해서 어느정도 인정되었는데 여기서 하딘은 환자들이 의식적으로는 안면을 인식할 수 있으나 친숙한 얼굴에 대한 정상적인 감각 반응을 보이지 않았음을 확인하였다고 기술하였다.
월리엄 헐스테인과 라마찬드란은 뇌손상 이후에 증상이 나타난 환자에 대한 연구에서 위와 비슷한 결과를 얻었다고 발표한 바 있다. 라마찬드란의 저서 '뇌 속의 유령'(Phantoms in the Brain)에서 그는 환자가 감정을 느끼고 얼굴을 인식하는 것이 가능하였으나 익숙한 얼굴을 보았을 때 아무런 감정의 반응이 일어나지 않았음을 확인하였고 이에 따라 라마찬드란은 이 증후군이 안면 인식을 담당하는 측두엽 피질과 감정과 관련된 대뇌변연계 사이의 단절에서 기인한다는 가설(더욱 자세하게는 하측두 피질과 편도체 사이의 단절)을 주장하였다.
2010년에 헐스테인은 카그라스 증후군에 대한 자신의 견해를 다음과 같이 설명하였다.
"(...) 내가 주장하는 가설은 1997년의 것을 더욱 구체화한 것이다. 내가 보기에 우리는 우리에게 친숙한 사람을 다음과 같은 두가지 방법을 모두 사용하여 분별한다. 하나는 외관적인 것들로써 보거나 듣는것들을 바탕으로 판단을 내리는 것이며 다른 하나는 내부적인 측면으로써 그들의 특성, 믿음, 개인적으로 갖는 감정들 같은 것들을 기반으로 하는 것이다. 카그라스 증후군은 두가지 방법중 후자의 측면이 손상되거나 사용할 수 없을 때 나타나는 증상이다. 이로 인하여 우리는 개인들의 생김새는 같게 여기나 수반되는 감정이 (우리가 친숙하게 여기는 대상들로부터 일어나야 하는 것들과는)전혀 다르게 나타나게 되므로 우리는 그들을 겉모습만 비슷하게 꾸민 다른 누군가로 인식하게 된다.
아마도 카그라스 증후군의 발현에는 감정의 인식이라는 측면외에도 다른것이 추가적으로 필요한 것으로 여겨지는데 이는 후에 연구에서 망상의 증상이 없는 환자들에서도 감정 인식의 부재가 확인되는 경우가 종종 있음이 확인되었기 때문이다. 엘리스와 다른 연구자들은 다른 요인이 이러한 감각경험의 부재를 망상적 믿음으로 변형되는 이유를 설명해줄 것이라고 기대한다. 이것을 추론능력의 결함으로 보는 연구자들도 있으나 모든 사례를 설명할 수 있는 명확한 요인은 아직까지 발견되지 않았다.

## 치료법
개인의 망상을 치료하는데는 개별적인 치료가 사용된다. 현실 인식능력 시험을 포함은 인지 테크닉이 사용되기도 하며 항정신병약을 사용하여 효과를 본 경우도 보고되었다.

## 같이 보기
- 이인증성 장애
- 외계인 손 증후군
- 리플리 증후군
- 유생연장 복합 증후군 (하이랜더 증후군)